# Riccardo Galeazzi-Lisi
Pour les articles homonymes, voir Galeazzi et Lisi.
Riccardo Galeazzi-Lisi (26 juillet 1891 - 29 novembre 1968) était un médecin italien qui exerça les fonctions de médecin personnel du pape Pie XII de 1939 jusqu'à son licenciement en 1958.

## Biographie
Né à Rome, Galeazzi-Lisi était le demi-frère du comte Enrico Pietro Galeazzi, ingénieur influent et banquier, nommé par Pie XII "achitetto dei sacri palazzi" (en gros, l'ingénieur en chef du Vatican) qui a contribué aux fouilles sous la basilique Saint-Pierre. 
Oculiste dans son état, pendant la durée de ses services au Vatican, il reçut le titre officiel d'« Archiatre pontifical ». Le pape le fit aussi membre honoraire de l'Académie pontificale des sciences. Il réussit à être sur place à la mort de Pie XII en 1958 et il créa un scandale dans ces circonstances en essayant de faire publier des photos et des anecdotes sur le pontife en train de mourir. 

## Controverse
Après la mort de Pie XII, Galeazzi-Lisi communiqua à Paris Match et à un magazine italien un article et des photos du pape sur son lit de mort. Il essaya également de publier un journal qu'il avait tenu pendant les quatre derniers jours de Pie XII. Lors d'une conférence de presse controversée, il décrivit en détail l'embaumement du corps du défunt Pontife. Il prétendait avoir utilisé la même combinaison d'huiles et de résines que l'on avait employée pour protéger le corps de Jésus-Christ. Cependant, selon lui, la chaleur dans les salles où était exposé le corps avait provoqué des réactions chimiques qui avaient obligé à le traiter deux fois après le premier traitement. Contrairement à tous les papes qui l'avaient précédé, Pie XII n'avait pas voulu que les organes essentiels fussent retirés de son corps, exigeant au contraire qu'il fût gardé dans le même état, où Dieu l'avait créé. Selon Galeazzi-Lisi c'est cette innovation qui expliquait pourquoi lui-même et le professeur Oreste Nuzzi, un embaumeur de Naples, avaient utilisé un système d'embaumement différent, compliqué encore par la chaleur intense qui régnait à Castel Gandolfo pendant les préparatifs de l'embaumement. Il prévoyait lors de la conférence de presse que la combinaison utilisée pour l'embaumement commencerait à faire tout son effet une fois que le corps serait enfermé dans le cercueil. 
La méthode utilisée s'opposait complètement au style ordinaire de l'embaumement. Au lieu d'extraire les parties liquides du corps et de le maintenir au froid, Galeazzi-Lisi avait recouvert le cadavre d'un sac en plastique, à l'intérieur duquel il avait placé des herbes et des aromates. En éliminant pratiquement la circulation de l'air, il avait considérablement accéléré la putréfaction anaérobie. Selon la presse, le corps se décomposait littéralement sous les yeux des accompagnateurs lors du transfert de Castel Gandolfo à Rome. Malgré les efforts de Lisi, la décomposition était inévitable : la poitrine du pape finit par exploser en raison de l'accumulation des gaz, le nez et les doigts tombèrent et la peau passa du jaunâtre à un noir sinistre. Telle était la puanteur que plus d'un Garde s'évanouit.

## Renvoi et blâme
Le 20 octobre 1958, avant leur conclave, les cardinaux — et non Jean XXIII comme d'aucuns l'ont prétendu, car il n'y avait plus de pape à ce moment-là – le renvoyèrent. À la demande des cardinaux réunis, il dut démissionner le jour même et fut remplacé comme archiatre pontifical par le professeur Gasperini, qui appartenait déjà à l'équipe médicale. 
Il fut radié de l'Ordre des médecins de Rome (Ordine dei medici della provincia di Roma) pour avoir eu un comportement contraire à l'éthique médicale, mais il réussit à faire casser cette décision pour vice de forme. Il fut tenu également pour responsable des nouvelles diffusées prématurément sur les ondes concernant la mort de Pie XII. À des journalistes qui attendaient, il aurait dit qu'il ouvrirait la fenêtre de la chambre du pape dès que celui-ci serait mort. Mais il arriva que la fenêtre fut ouverte prématurément par une religieuse qui ne savait rien de l'affaire, ce qui déclencha la nouvelle que tout était fini, alors que le pape se débattait encore contre la mort. Les observateurs à l'époque ne blâmèrent pas Galeazzi tout seul. Pour la première fois dans l'histoire de l'Église, les nouveaux moyens d'information comme la télévision étaient tous aux aguets et la résidence papale de Castel Gandolfo manquait de personnel. L'affrontement était inégal entre une télévision affamée d'informations et un personnel en nombre insuffisant et absolument pas préparé, de surcroît dans une résidence d'été.
Galeazzi-Lisi ne reçut jamais de blâme officiel pour son travail d'embaumement, et le Vatican ne lui reprocha pas d'avoir mal soigné le Pape, qui, comme tous les papes, était entre les mains d'un comité de médecins. Ce qu'on n'admettait pas, c'étaient ses indiscrétions avec les médias et son utilisation abusive des privilèges que lui donnaient ses fonctions. La Cité du Vatican lui fut également interdite à vie.
En 1960, Galeazzi-Lisi tenta de dissiper les accusations portées contre lui, dans son livre Dans l'ombre et la lumière de Pie XII.